# TT Assen 2005
TT Assen 2005 kördes den 25 juni på TT Circuit Assen. 

## MotoGP

### Slutresultat
| Plats | Förare            | Märke     | Grid | Kvaltid  |
| ----- | ----------------- | --------- | ---- | -------- |
| 1     | Valentino Rossi   | Yamaha    | 1    | 1.58,936 |
| 2     | Marco Melandri    | Honda     | 3    | 1.59,632 |
| 3     | Colin Edwards     | Yamaha    | 6    | 2.00,006 |
| 4     | Nicky Hayden      | Honda     | 5    | 1.59,784 |
| 5     | Sete Gibernau     | Honda     | 2    | 1.59,247 |
| 6     | Max Biaggi        | Honda     | 9    | 2.00,281 |
| 7     | Alex Barros       | Honda     | 8    | 2.00,232 |
| 8     | Shinya Nakano     | Kawasaki  | 4    | 1.59,760 |
| 9     | Carlos Checa      | Ducati    | 13   | 2.00,883 |
| 10    | Loris Capirossi   | Ducati    | 7    | 2.00,136 |
| 11    | Troy Bayliss      | Honda     | 14   | 2.01,216 |
| 12    | Rubén Xaus        | Yamaha    | 16   | 2.01,854 |
| 13    | John Hopkins      | Suzuki    | 12   | 2.00,810 |
| 14    | Makoto Tamada     | Honda     | 11   | 2.00,656 |
| 15    | David Checa       | Yamaha    | 17   | 2.02,639 |
| 16    | Kenny Roberts Jr. | Suzuki    | 15   | 2.01,836 |
| 17    | Shane Byrne       | Proton KR | 19   | 2.03,442 |
| 18    | Roberto Rolfo     | Ducati    | 18   | 2.02,704 |
| 19    | James Ellison     | Blata     | 20   | 2.03,488 |
| 20    | Franco Battaini   | Blata     | 21   | 2.06,527 |
| 21    | Alex Hofmann      | Kawasaki  | 10   | 2.00,298 |